# Māngungu Mission House

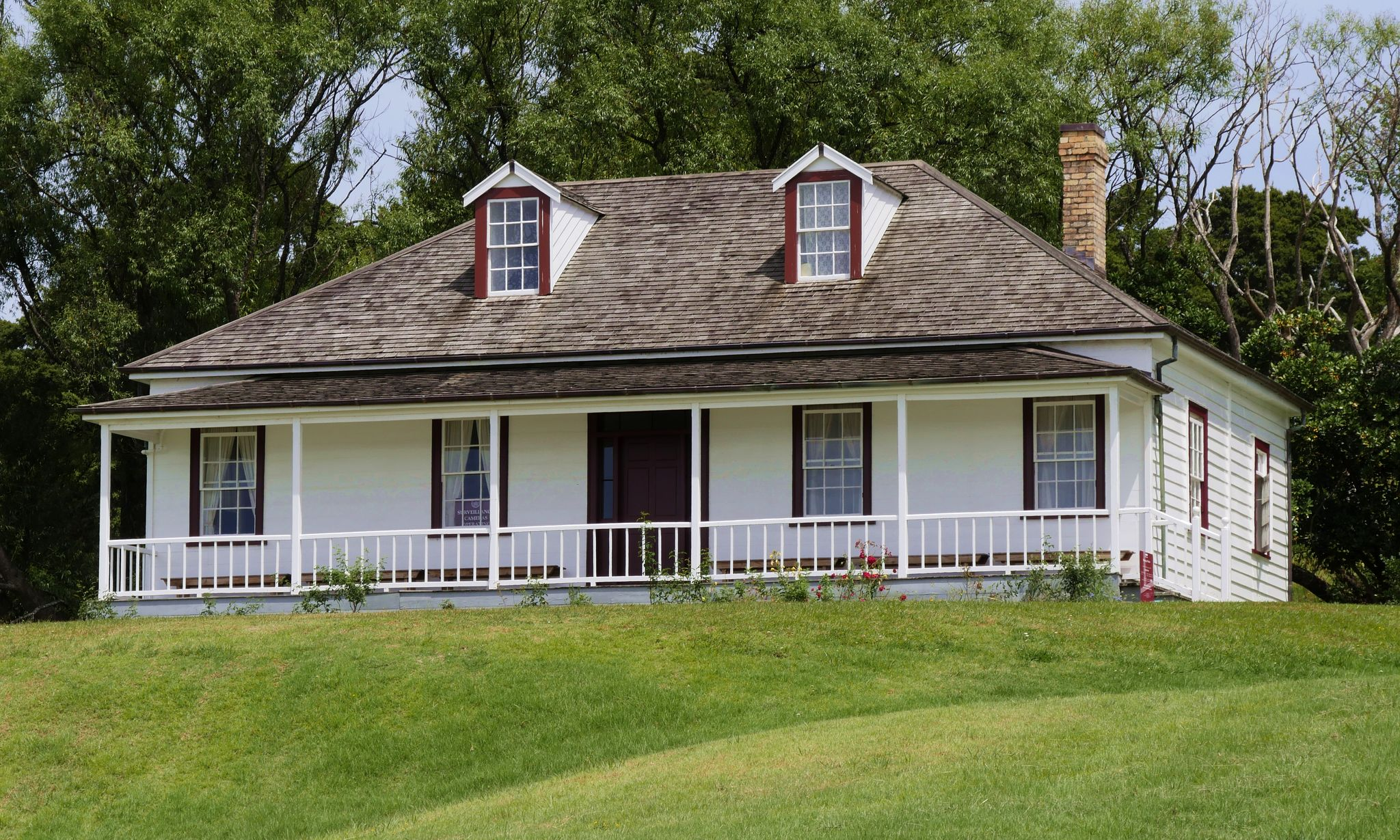
Māngungu Mission House vom 1838, nach der Renovierung von 1972–1977

Das Māngungu Mission House zählt zu den ältesten noch erhaltenen Siedlungshäusern in Neuseeland. Es war die zweitälteste Missionsstation des Landes und der zweite Ort in Neuseeland, an dem der Vertrag von Waitangi am 12. Februar 1840 von weiteren 70 Chiefs der Māori unterzeichnet wurde.

## Geographie
Das Māngungu Mission House befindet sich in Māngungu, 2,5 km westlich von Horeke und gut 7 km nordöstlich von Rawene entfernt, direkt an den breiten Zusammenflüssen der Flüsse Mangamuka River, Orira River und Waihou River liegend. Das Haus liegt zusammen mit einem Denkmal, und einer kleinen Kirche auf einer Anhöhe rund 100 m vom Ufer entfernt.
Der Ort ist vom New Zealand State Highway 1 über eine asphaltierte Strecke über Horeke oder vom New Zealand State Highway 12 in der Nähe von Taheke über eine Schotterpiste aus zugänglich.

## Geschichte

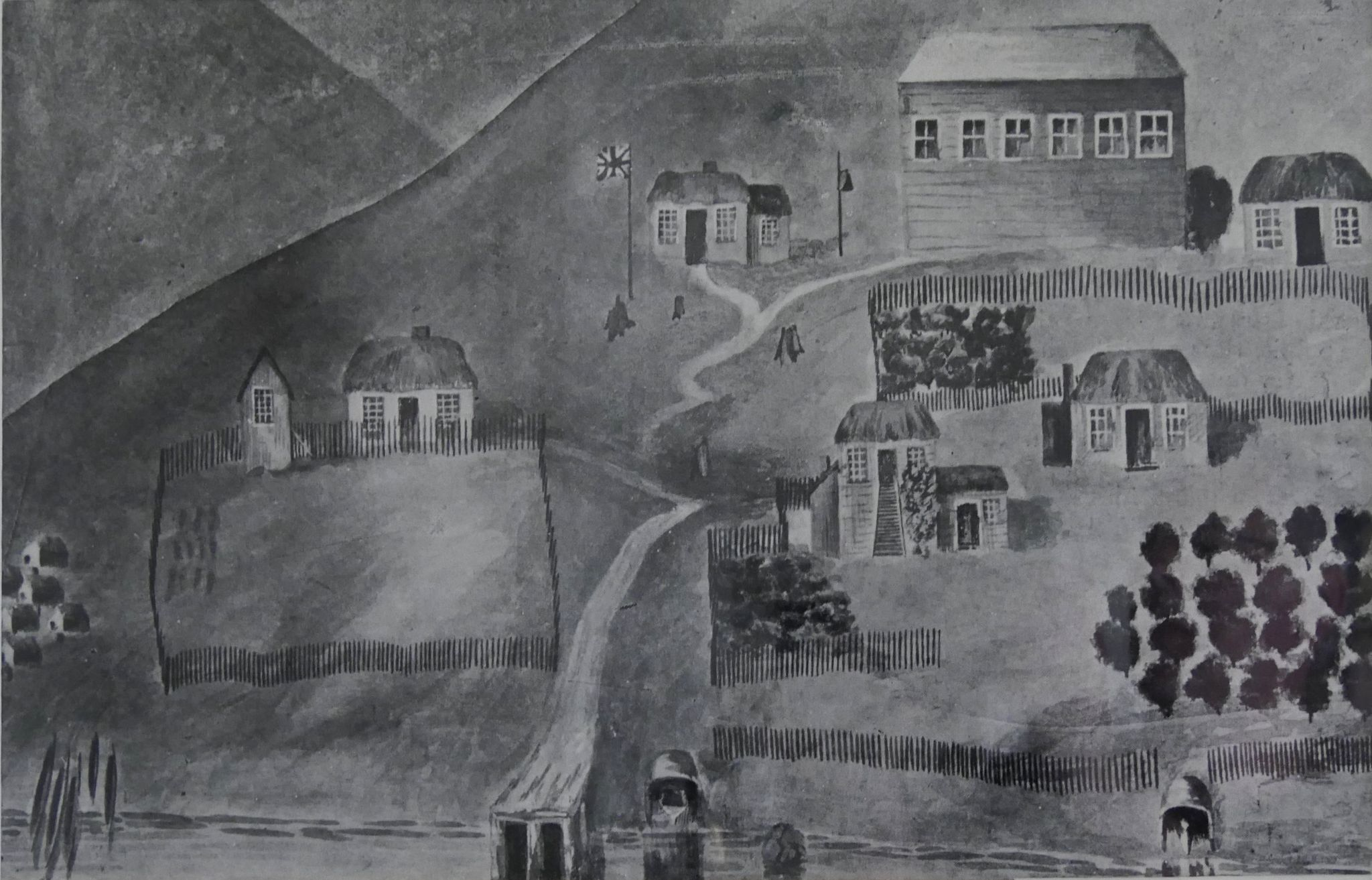
Māngungu Mission House vor seiner Zerstörung am 19. August 1838 (nach einer Zeichnung von Emma Hobbs, 10-jährige Tochter von John Hobbs)

1827 wurde in Māngungu die zweite Missionsstation der Wesleyan Mission in Neuseeland errichtet. Eine bereits 1821 in Kaeo eröffnete Mission wurde 1826 wegen mangelnder Akzeptanz in der maorischen Bevölkerung aufgegeben. So wurde die Station in Māngungu für die Wesleyan Mission zur wichtigsten Basis und Ausbildungsstation für Missionare für Neuseeland. 1930 bestand die Station aus drei Häusern mit Klassenräumen, einer Schreinerwerkstatt, einem Badehaus, Garten und einer Obstplantage. Sie wurde in den Jahren zu einem wichtigen religiösen und sozialen Bildungszentrum der Kirche und für die Region, während die Holzwirtschaft der Region ökonomisch zum Erfolg verhalf. Am 19. August 1838 wurde das Haupthaus durch ein Feuer zerstört.
Da 1838 das Haupthaus der Missionsstation durch ein Feuer zerstört wurde, ließ der damalige Missionar John Hobbs das Missionshaus zwischen Ende 1838 und 1839 für den damaligen Leiter der in Neuseeland, Nathaniel Turner, wieder neu aufbauen. Hobbs bezog das Haus mit seiner Familie Anfang 1840. Unter Hobbs Leitung hatte die Station seinerzeit über 500 Mitglieder. Hobbs war es auch, der im Auftrag des stellvertretenden Gouverneurs William Hobson die Māori-Chiefs der Region zur Unterzeichnung des Vertrags von Waitangi einlud und am 12. Februar 1840 als Übersetzter und Vermittler zwischen Hobson und 70 anwesenden Häuptlingen fungierte.
Zwischen 2000 und 3000 anwesende Māori und zwischen 400 und 500 Chiefs unterschiedlicher Ränge versammelten sich vor dem Māngungu Mission House, vor dem schließlich 70 von ihnen autorisiert ihre Unterschrift unter der zweiten Kopie des Vertrages setzten. Somit war die Versammlung die größte ihrer Art zu dem Vertrag und wurde in Anerkennung ihrer Bedeutung am 12. Februar 2015 von dem damaligen Generalgouverneur Neuseelands, Jerry Mateparae mit einem Besuch des Māngungu Mission Houses entsprechend gewürdigt.
Nachdem die Holzwirtschaft in der Region zusammenbracht wurde 1855 die Missionsstation in Māngungu geschlossen und das Haus nach Onehunga einem Stadtteil von Auckland gebracht und dort von der Missionskirche bis 1921 genutzt. Danach ging das Haus in Privatbesitz über und blieb dort, bis es 1972 vom New Zealand Historic Places Trust aufgekauft und an seinen ursprünglichen Ort nach Māngungu zurückgebracht und renoviert wurde. Das Haus steht seit 1977 Besuchern als Museum offen. Auf dem Grundstück befindet sich nach wie vor der Friedhof, der als einer der ältesten Friedhöfe seiner Art in Neuseelands gilt. Zusätzlich sind auf dem Grundstück eine alte kleine Holzkirche und ein Denkmal zu finden, das an alle Missionare, die die Missionsstation in Māngungu geleitet haben, erinnern soll.

## Liste der Historic Places
Das Haus wurde am 1. September 1983 in die Liste der denkmalgeschützten Gebäude der Kategorie I aufgenommen.